# Eric Red
Eric Red (nacido como Joseph Durdaller; 16 de febrero de 1961) es un guionista y director estadounidense, conocido por haber escrito los clásicos de terror The Hitcher y Near Dark.
Nació en Pittsburgh, Pennsylvania, hijo de Nancy Pickhardt y Cornelius Gerard Durdaller. Asistió al AFI Conservatory (una sección del American Film Institute) y se graduó en 1983. Su tesis, el guion de The Hitcher, fue producido en 1986 y es considerado un clásico del cine de terror. En 2007 se estrenó un remake de la película, con Red como asesor.

## Filmografía
- Gunmen's Blues (1981), escritor/director
- Telephone (1986), escritor/director
- The Hitcher (1986), escritor
- Near Dark (1987), escritor
- Cohen and Tate (1989), escritor/director
- Blue Steel (1990), escritor
- The Last Outlaw (1993), escritor
- Body Parts (1991), escritor/director
- Undertow (1996), escritor/director
- Bad Moon (1996), escritor/director
- The Hitcher (2007), guionista
- 100 Feet (2008), escritor/director

## Accidente fatal
Red estuvo involucrado en un accidente automovilístico que causó la muerte de dos personas el 31 de mayo de 2000. Después del accidente, Red aparentemente habría recogido un pedazo de vidrio provocándose una herida en el cuello. Fue llevado al hospital de donde se retiró semanas después. No se presentaron cargos criminales en su contra, pero una demanda civil encontró que actuó intencionalmente. El juicio, que indemnizó con más de un millón de dólares a las familias de los dos hombres fallecidos en el accidente, apeló a tribunales estatales y federales que confirmaron la declaración original del jurado.